# Artesia (Californie)
Pour les articles homonymes, voir Artesia.
Artesia est une ville du comté de Los Angeles, dans l'État de Californie aux États-Unis.

## Présentation
Elle avait 16 522 habitants lors du recensement de 2010. Artesia est connue pour sa grande communauté indienne. Des propositions ont souvent été faites pour désigner une partie de la ville sous le nom de Little India (de la même manière qu'il existe Little Saigon dans la proche localité de Westminster, mais les autres groupes ethniques de la ville s'y sont opposés.[réf. nécessaire]

## Démographie
| Groupe            | Artesia | Californie | États-Unis |
| ----------------- | ------- | ---------- | ---------- |
| Blancs            | 39,0    | 57,6       | 72,4       |
| Asiatiques        | 37,0    | 13,1       | 4,8        |
| Autres            | 15,9    | 17,0       | 6,2        |
| Métis             | 3,6     | 4,9        | 2,9        |
| Afro-Américains   | 3,6     | 6,2        | 12,6       |
| Amérindiens       | 0,6     | 1,0        | 0,9        |
| Océaniens         | 0,2     | 0,4        | 0,2        |
| Total             | 100     | 100        | 100        |
|                   |         |            |            |
| Latino-Américains | 35,8    | 37,6       | 16,7       |

| 1950  | 1960  | 1970   | 1980   | 1990   | 2000   |
| ----- | ----- | ------ | ------ | ------ | ------ |
| 3 223 | 9 993 | 14 757 | 14 301 | 15 464 | 16 380 |

| 2010   | - | - | - | - | - |
| ------ | - | - | - | - | - |
| 16 522 | - | - | - | - | - |